# Elliot Rodger
Elliot Oliver Robertson Rodger (n. 24 iulie 1991, Londra, Anglia, Regatul Unit – d. 23 mai 2014, Isla Vista⁠(d), Comitatul Santa Barbara, California, SUA) a fost un criminal american care a comis atacul de la Isla Vista California, în data 23 mai 2014. Acesta a ucis șase oameni și a rănit alți douăzeci și doi înainte de a se sinucide. 

## Trecutul
Elliot Rodger s-a născut în Londra, Marea Britanie, la 24 iulie 1991. Părinții săi erau producătorul britanic de film Peter Rodger (cunoscut pentru documentarul sau “Oh My God” din 2009 și muncă sa ca director secund de compartiment în “The Hunger Games”) și malaezianca Li Chin Rodger (asistent de cercetare). Elliot Rodger mai avea o soră. Bunicul din partea tatălui a fost jurnalistul și fotograful George Rodger. Mai târziu, familia sa a imigrat și s-a stabilit în S.U.A., Elliot Rodger crescând în Los Angeles, California. Părinții săi au divorțat mai târziu, tatăl sau recăsătorindu-se cu actrița marocană Soumaya Akaaboune, care a născut un al doilea fiu, pe atunci Elliot având opt ani și începând ședințele cu terapeutul său, luând o varietate de medicamente pentru diferite boli și tulburări psihice. Mama lui Elliot a început să bănuiască faptul că el ar suferi de Sindromul Asperger, chiar dacă el nu a fost diagnosticat cu tulburări de dezvoltare mintală. 
În școală, Elliot a fost frecvent agresat fizic și verbal, el pretindea că nu era capabil de a își face prieteni. Mai târziu, oamenii au spus că el era cel care nu le permitea să îi devină prieteni. La un anumit moment, Elliot Rodger a început să se ocupe de un cont de YouTube și de un blog online, în ambele expunându-și stările și plângându-se de singurătatea și incapacitatea sa în interacțiunile sociale. Uneori frecventa forumuri pe care își expunea părerile misogine și rasiste, sau pur și simplu lăsa întrebări ce îi reflectau lipsa de încredere de sine. În timpul anchetei, poliția i-a cercetat laptop-ul și telefonul mobil, găsind în istoricul căutărilor nume ale multor demnitari naziști, întrebări legate de Nazism, căutări de arme de foc și arme albe. Elliot frecventa de asemenea forumuri ce aveau ca tematică jocul World of Warcraft , față de care avea o înclinație. Activitatea lui pe aceste forumuri era predominant agresivă. Ativitatea sa pe internet nu s-a limitat numai la atât, ci și la diferitele conflicte cu comunitatea Wikipedia, Elliot modificând diferite pagini (cum ar fi cea a bunicului său) și vandalizând pagini dedicate lui Justin Bieber și Foot fetishism-ului (Elliot manifestându-și dezgustul față de pornografie în manifestul său).
În data de 4 iunie 2011 Elliot s-a mutat în Isla Vista, pentru a merge la Santa Barbara City College,dar mai târziu, în 2012 a renunțat. În perioada 2011-2012 Elliot a fost implicat în mai multe incidente minore, cu preponderență, acestea au constat în agresiuni asupra unor grupuri de oameni și cupluri. Elliot agresa aceste persoane prin aducerea de injurii și replici rasiste în cazul cuplurilor interrasiale, conform mărturiilor sale de pe forumuri și raportului întocmit de către poliția statului California, acesta ar fi folosit și agresiuni fizice (băuturi turnate și aruncate în persoanele respective, dar și contact fizic, amenințări și eventuale tentative de vătămare corporală). În aceeași perioadă, Elliot Rodger a participat la o petrecere unde a încercat să socializeze și să abordeze anumite fete, însă fiind ignorat. Datorită intoxicației cu alcool, acesta a încercat să le atragă atenția prin acțiuni impulsive (împingeri), însă a fost oprit și agresat fizic de către altă persoană de sex masculin.   În urma altercației Elliot a plecat, însă s-a întors pentru a-și recupera ochelarii de soare (Gucci), însă a fost oprit din a mai intra de către bărbatul care l-a agresat. În urmă acestei acțiuni Elliot Rodger a contactat poliția, însă odată ajunși, polițiștii nu l-au crezut datorită mirosului puternic de alcool pe care acesta îl emana. Conform manifestului său, acest eveniment l-a determinat să conceapă planul de săvârșire a crimelor ce au urmat.

## Pregătirea crimelor
“M-ați forțat toată viața să sufăr, acum eu vă voi face să suferiți. Am așteptat mult timp pentru asta.”        -Elliot Rodger în manifestul său 
“Nu am început acest razboi…Nu eu am fost primul care a dat cu pumnul…Dar îl voi termina lovind înapoi. Îi voi pedepsi pe toți. Și va fi frumos. În final, în cele din urmă pot să arăt lumii adevărata mea valoare”          -Ultimele cuvinte ale lui Elliot Rodger în manifestul său.
Începând cu toamna anului 2012, Elliot și-a folosit banii de buzunar de la părinții și bunicile sale pentru finanțarea atacului. A vizitat mai multe poligoane de tragere, și și-a cumpărat trei arme de foc ( un Glock 34 și două Sig Sauer P226s) din trei orașe diferite, în același timp a început sa lucreze la manifestul său (avându-l drept model pe Seung-Hui Cho, autorul masacrului de la Virginia Tech) în care și-a prezentat viața cu amănunt. În luna ianuarie a anului 2014, Elliot Rodger și-a reclamat la poliție colegul de apartament, pe nume Cheng Yuan Hong, pentru furtul uni set de lumânări ce îi aparțineau lui Rodger. Ulterior Cheng Hong a pledat vinovat, fiind acuzat de furt, însă cazul a fost suspendat mai târziu datorită lipsei de dovezi. În luna aprilie a anului 2014 videourile de pe YouTube, postate de către Elliot au fost vizualizate de către părinții acestuia, îngrijorându-se, aceștia au contactat poliția. În urmă acestui fapt, polițiștii au intervenit, însă Elliot i-a asigurat (conform raportului poliției) prin comportamentul sau politicos și introvertit ca nu reprezintă un pericol la adresa societății, iar polițiștii au considerat că acesta nu se potrivește criteriului de persoană periculoasă sau agresivă. La acel moment Elliot Rodger avea în posesie obiecte incriminatorii (arme de foc), iar conform spuselor sale din manifest; o percheziție a poliției iar fi ruinat întregul plan.

## Atacul și sinuciderea
La 23 mai 2014, Elliot Rodger a început atacul, pe care l-a numit „Ziua Razbunarii”, prin înjunghierea a trei oameni, cauzându-le moartea. Ei erau Cheng Hong, celălalt coleg de apartament George Chen, și prietenul lor Weihan Wang. Poliția crede că Rodger a început cu Wang (urmarindul pe acesta până la baia apartamentului), apoi cu Hong și terminând cu Chen, făcând efortul de a ascunde crimele de fiecare dată. La oră 9:17 p.m., Rodger și-a încărcat ultimul video pe YouTube, numit „Elliot Rodger's Retribution” (în care și-a descris planurile și motivarea), trimițând manifestul un minut mai târziu la treizeci și patru de persoane, inclusiv părinților săi și altor membri ai familiei, terapeutului său, foștilor profesori, dar și foștilor colegi de școală și prieteni din copilărie. Apoi a mers la Alpha Phi, o casă de surori din apropierea |Universității Santa Barbara din California, cu intenția de a masacra toți oamenii din clădirea respectivă. După ce a ajuns acolo, Rodger a bătut insistent la ușă, însă nu a răspuns nimeni. Presat de timp, Rodger a împușcat la întâmplare, pe stradă, trei membre ale clubului de surori Delta Delta Delta, ucigându-le pe Katherine Cooper și pe Veronika Weiss, și rănind-o pe Bianca de Kock. Imediat după uciderea celor două tinere, Rodger a condus mașina în orașul universitar până la un magazine numit  „Isla Vista Deli Mart”, trăgând mai multe focuri către acesta, și în cele din urmă luându-i viața unuia dintre clienții magazinului, studentul pe nume Christopher Michaels-Martinez.
După aceea, Elliot Rodger a plecat de la „Isla Vista Deli Mart”, câteva minute mai târziu fiind observat de către o patrulă de poliție, dar care nu l-a suspectat că ar fi autorul împușcăturilor, așa că i-a permis trecerea. Rodger și-a continuat atacul împușcând și călcând cu mașina mai mulți pietoni și bicicliști. De la un anumit punct, Rodger a condus pe partea greșită a drumului, fiind astfel observat de către un ofițer de poliție, cu care a schimbat focuri de armă, dar a scăpat nevătămat. Aproape de încheierea atacului, Rodger s-a intersectat cu un grup de ofițeri de poliție lângă parcul „Little Acorn”. În timpul schimbul de focuri, Elliot Rodger a fost împușcat în partea stângă a toracelui. Încercând sa fugă, Rodger și-a dat seama ca era prea târziu să  scape, înconjurat fiind de către forțele de poliție. În timpul încercărilor de fugă, Rodger a lovit și un biciclist, pe nume Keith Cheung, rănindu-l. În final, Elliot Rodger s-a sinucis prin împușcare, în timp ce vehiculul său se afla în mișcare, acesta intrând într-o mașină parcată pe marginea străzii.